# Sarah Rose Karr
Sarah Rose Karr (Califórnia, 13 de novembro de 1984) é uma ex-atriz estadunidense
Em 1990, fez uma ponta no filme Kindergarten Cop como uma das alunas de Arnold Schwarzenegger no jardim de infância.
Mas foi em 1992 que ganhou notoriedade ao interpretar "Emily", a caçula dos Newton no filme Beethoven. No ano seguinte, reprisou o papel em Beethoven's 2nd.
Fez ainda uma participação no filme Father of the Bride, interpretando a personagem de Kimberly Williams-Paisley, quando criança.
Em 1995, participou do telefilme The Four Diamonds, da Disney. Esse foi o último filme de sua carreira.